# Sol Rodríguez
 (juillet 2016).
Si vous disposez d'ouvrages ou d'articles de référence ou si vous connaissez des sites web de qualité traitant du thème abordé ici, merci de compléter l'article en donnant les références utiles à sa vérifiabilité et en les liant à la section « Notes et références ».
María Soledad Rodríguez Belli est une actrice née le 17 avril 1990 à Buenos Aires en Argentine. Elle est notamment connue pour son rôle dans la série Grachi ainsi que celui de Daniela Mercado dans Devious Maids.

## Biographie
Sol Rodríguez a commencé à danser quand elle avait 5 ans. À l'âge de 8 ans, elle a déménagé avec sa famille au Guatemala, où elle a continué la danse et le chant. Elle faisait partie d'un groupe de musique à l'école et elle a commencé à faire des publicités quand elle avait dix ans. En 2006, elle a déménagé avec ses parents à Miami, où elle a étudié au Miami Dade College, elle a ensuite signé avec une agence de talents à Miami. Quelques semaines plus tard, elle a fait son premier travail d'impression pour Reebok.
Son premier casting était pour Nickelodeon Amérique latine, où elle a décroché un rôle principal dans la production originale Grachi.

## Filmographie
- 2011 - 2013 : Grachi : Mercedes Estevez
- 2013 : Marido en alquiler : Sol Porras
- 2014 - 2015 : Tierra de reyes : Lucía Crespo Ramirez
- 2015 : Demente criminal : Fernanda Sánchez
- 2016 : Devious Maids : Daniela
- 2017-2018 : Franky : Lucìa
- 2017 : Vikki RPM : Mara
- 2017 : Bitch de Marianna Palka : Annabelle

## Séries
- 2022 : Star Trek: Picard saison 2 : docteur Teresa Ramirez